# Liste der Kantone im Département Marne
Das Département Marne liegt in der Region Grand Est in Frankreich. Es untergliedert sich in fünf Arrondissements mit 23 Kantonen (französisch cantons).

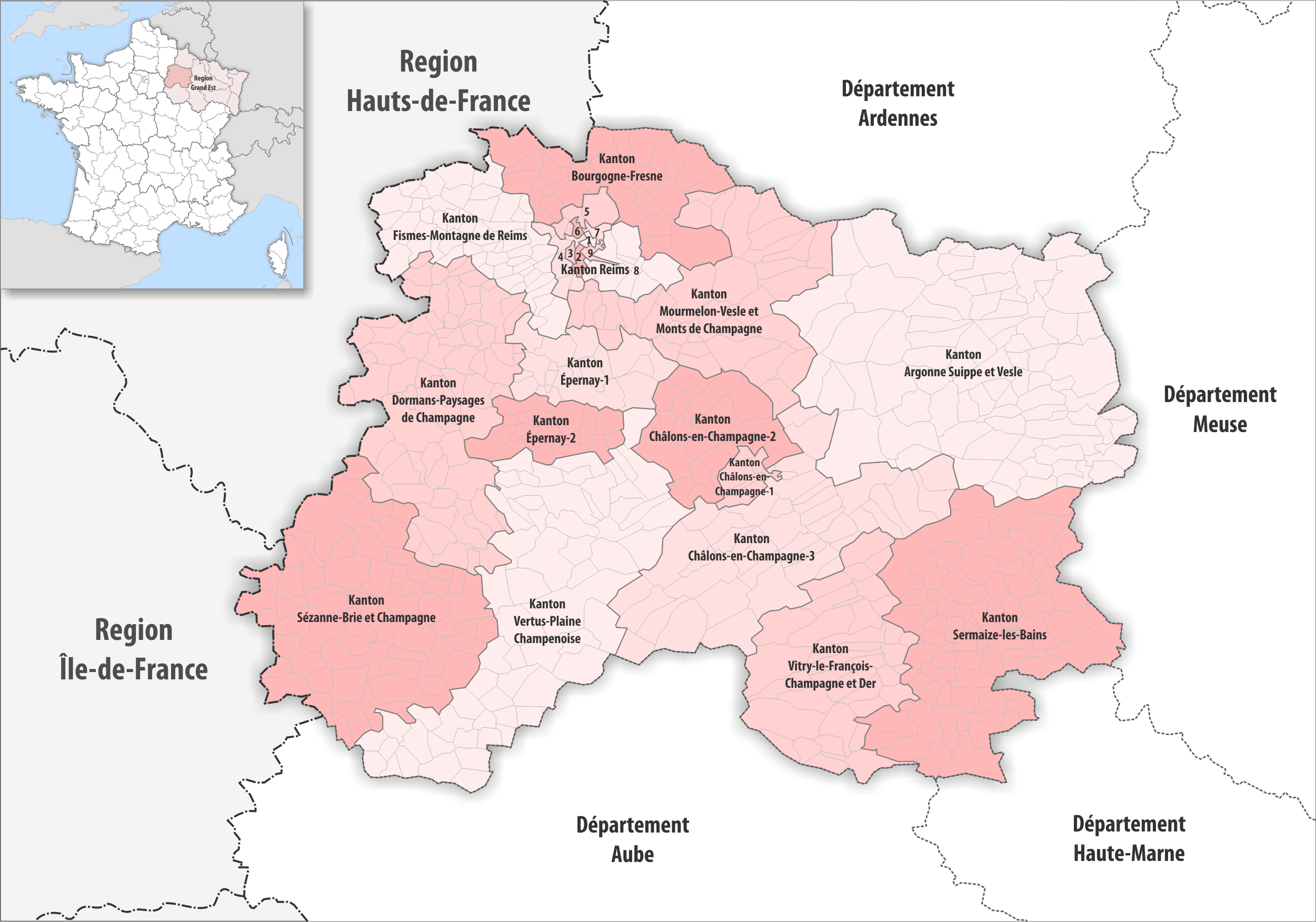
Gemeinden und Kantone im Département Marne

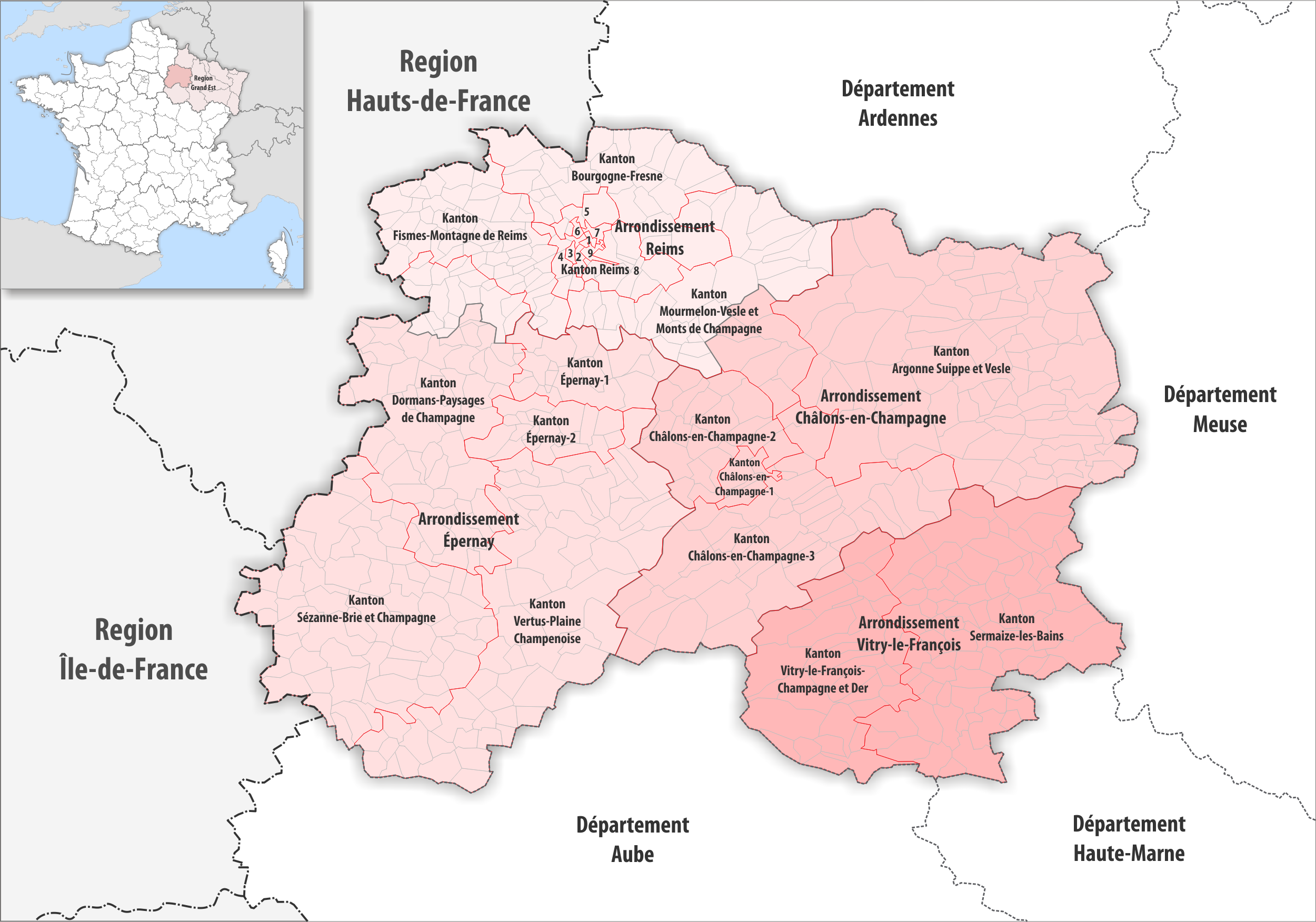
Gemeinden, Arrondissemente und Kantone im Département Marne

| Kanton                                | Gemeinden | Einwohner 1. Januar 2022 | Fläche km² | Dichte Einw./km² | Code INSEE | Arrondissement(e)           |
| ------------------------------------- | --------- | ------------------------ | ---------- | ---------------- | ---------- | --------------------------- |
| Argonne Suippe et Vesle               | 79        | 22.194                   | 1.426,59   | 16               | 5101       | Châlons-en-Champagne        |
| Bourgogne-Fresne                      | 27        | 29.406                   | 371,91     | 79               | 5102       | Reims                       |
| Châlons-en-Champagne-1                | 3 1⁄3     | 26.288                   | 45,09      | 583              | 5103       | Châlons-en-Champagne        |
| Châlons-en-Champagne-2                | 18 1⁄3    | 25.428                   | 259,53     | 98               | 5104       | Châlons-en-Champagne        |
| Châlons-en-Champagne-3                | 41 1⁄3    | 24.683                   | 735,62     | 34               | 5105       | Châlons-en-Champagne        |
| Dormans-Paysages de Champagne         | 70        | 24.067                   | 719,00     | 33               | 5106       | Épernay, Reims              |
| Épernay-1                             | 17 1⁄2    | 25.635                   | 201,73     | 127              | 5107       | Épernay                     |
| Épernay-2                             | 17 1⁄2    | 25.260                   | 148,87     | 170              | 5108       | Épernay                     |
| Fismes-Montagne de Reims              | 53        | 27.467                   | 345,91     | 79               | 5109       | Reims                       |
| Mourmelon-Vesle et Monts de Champagne | 36        | 25.398                   | 560,49     | 45               | 5110       | Châlons-en-Champagne, Reims |
| Reims-1                               | 1⁄9       | 26.673                   | 2,61       | 10.220           | 5111       | Reims                       |
| Reims-2                               | 1⁄9       | 20.024                   | 5,34       | 3.750            | 5112       | Reims                       |
| Reims-3                               | 1⁄9       | 21.074                   | 3,06       | 6.887            | 5113       | Reims                       |
| Reims-4                               | 5 1⁄9     | 27.516                   | 29,11      | 945              | 5114       | Reims                       |
| Reims-5                               | 2 1⁄9     | 24.053                   | 31,94      | 753              | 5115       | Reims                       |
| Reims-6                               | 1⁄9       | 26.996                   | 3,07       | 8.793            | 5116       | Reims                       |
| Reims-7                               | 1⁄9       | 28.551                   | 6,23       | 4.583            | 5117       | Reims                       |
| Reims-8                               | 8 1⁄9     | 22.802                   | 84,76      | 269              | 5118       | Reims                       |
| Reims-9                               | 1⁄9       | 22.820                   | 6,45       | 3.538            | 5119       | Reims                       |
| Sermaize-les-Bains                    | 75        | 20.123                   | 887,10     | 23               | 5120       | Vitry-le-François           |
| Sézanne-Brie et Champagne             | 61        | 21.709                   | 831,66     | 26               | 5121       | Épernay                     |
| Vertus-Plaine Champenoise             | 60        | 22.528                   | 948,11     | 24               | 5122       | Épernay                     |
| Vitry-le-François-Champagne et Der    | 35        | 23.412                   | 514,87     | 45               | 5123       | Vitry-le-François           |
| Département Marne                     | 610       | 564.107                  | 8.169,05   | 69               | 51         | –                           |

## Liste ehemaliger Kantone
Bis zum Neuzuschnitt der französischen Kantone im März 2015 war das Département Marne wie folgt in 44 Kantone unterteilt:
| Arrondissement       | Kantone |
| -------------------- | --- |
| Châlons-en-Champagne | Châlons-en-Champagne-1, Châlons-en-Champagne-2, Châlons-en-Champagne-3, Châlons-en-Champagne-4, Écury-sur-Coole, Marson, Suippes, Vertus                                   |
| Épernay              | Anglure, Avize, Ay, Dormans, Épernay-1, Épernay-2, Esternay, Fère-Champenoise, Montmirail, Montmort-Lucy, Sézanne                                                          |
| Reims                | Beine-Nauroy, Bourgogne, Châtillon-sur-Marne, Fismes, Reims-1, Reims-2, Reims-3, Reims-4, Reims-5, Reims-6, Reims-7, Reims-8, Reims-9, Reims-10, Verzy, Ville-en-Tardenois |
| Sainte-Menehould     | Givry-en-Argonne, Sainte-Menehould, Ville-sur-Tourbe |
| Vitry-le-François    | Heiltz-le-Maurupt, Saint-Remy-en-Bouzemont-Saint-Genest-et-Isson, Sompuis, Thiéblemont-Farémont, Vitry-le-François-Est, Vitry-le-François-Ouest                            |